# どようこどもSP
どようこどもSP（ -スペシャル）は、NHK教育テレビジョンで2007年4月から2010年3月まで土曜日午前に放送されたこども番組枠の名称である。

## 概要
小中学生向け番組枠『週末キッズタイム』と幼児番組を統合して、2007年度より開始された番組枠である。2010年度より8時台は幼児向けの『土曜日EテレキッズSP』を放送。9時以降は『少年少女ゾーン』の再放送枠になった。

## 放送時間
- 2007年度　土曜日7:00‐10:00
- 2008年度・2009年度　土曜日8:00-11:15
  - 毎年8月の高校野球期間中、8:35-9:00まで教育テレビで高校野球が中継される為、ゾーンが一時中断される。

## 番組一覧
2007年度の10時以降、2008年度・2009年度の7時台は番組枠外。
| 時間  | 2007年度                                   | 2007年度                                   | 2008年度                         | 2008年度                         | 2009年度                               | 2009年度                               | 時間  |
| ----- | ------------------------------------------ | ------------------------------------------ | -------------------------------- | -------------------------------- | -------------------------------------- | -------------------------------------- | ----- |
| 07:00 | 音楽のちから アートのちから からだのちから | 音楽のちから アートのちから からだのちから | ピタゴラスイッチ                 | ピタゴラスイッチ                 | ピタゴラスイッチ                       | ピタゴラスイッチ                       | 07:00 |
| 07:15 | 音楽のちから アートのちから からだのちから | 音楽のちから アートのちから からだのちから | 南の島の小さな飛行機 バーディー  | 南の島の小さな飛行機 バーディー  | 南の島の小さな飛行機 バーディー        | 南の島の小さな飛行機 バーディー        | 07:15 |
| 07:25 | 風の少女エミリー                           | 少女チャングムの夢                         | ミニアニメ                       | ミニアニメ                       | ミニアニメ                             | ミニアニメ                             | 07:25 |
| 07:30 | 風の少女エミリー                           | 少女チャングムの夢                         | つくってあそぼ                   | つくってあそぼ                   | つくってあそぼ                         | つくってあそぼ                         | 07:30 |
| 07:45 | 風の少女エミリー                           | 少女チャングムの夢                         | ざわざわ森のがんこちゃん         | ざわざわ森のがんこちゃん         | ざわざわ森のがんこちゃん               | ざわざわ森のがんこちゃん               | 07:45 |
| 07:50 | ニャンちゅうワールド放送局                 | ニャンちゅうワールド放送局                 | ざわざわ森のがんこちゃん         | ざわざわ森のがんこちゃん         | ざわざわ森のがんこちゃん               | ざわざわ森のがんこちゃん               | 07:50 |
| 08:00 | ニャンちゅうワールド放送局                 | ニャンちゅうワールド放送局                 | おさるのジョージ                 | おさるのジョージ                 | おさるのジョージ                       | おさるのジョージ                       | 08:00 |
| 08:20 | ざわざわ森のがんこちゃん                   | ざわざわ森のがんこちゃん                   | おさるのジョージ                 | おさるのジョージ                 | おさるのジョージ                       | おさるのジョージ                       | 08:20 |
| 08:25 | ざわざわ森のがんこちゃん                   | ざわざわ森のがんこちゃん                   | クインテット                     | クインテット                     | クインテット                           | クインテット                           | 08:25 |
| 08:35 | おかあさんといっしょ                       | おかあさんといっしょ                       | おかあさんといっしょ             | おかあさんといっしょ             | おかあさんといっしょ                   | おかあさんといっしょ                   | 08:35 |
| 09:00 | モリゾー・キッコロ 森へいこうよ!           | モリゾー・キッコロ 森へいこうよ!           | 精霊の守り人                     | メジャー                         | メジャー                               | メジャー                               | 09:00 |
| 09:15 | 科学大好き土よう塾                         | 科学大好き土よう塾                         | 精霊の守り人                     | メジャー                         | メジャー                               | メジャー                               | 09:15 |
| 09:25 | 科学大好き土よう塾                         | 科学大好き土よう塾                         | メジャー                         | アリソンとリリア                 | 今日からマ王!                          | あずきちゃん                           | 09:25 |
| 09:50 | 科学大好き土よう塾                         | 科学大好き土よう塾                         | モリゾー・キッコロ 森へいこうよ! | モリゾー・キッコロ 森へいこうよ! | ダーウィンの動物大図鑑 はろ〜!あにまる | ダーウィンの動物大図鑑 はろ〜!あにまる | 09:50 |
| 10:00 | 地球ドラマチック                           | 地球ドラマチック                           | モリゾー・キッコロ 森へいこうよ! | モリゾー・キッコロ 森へいこうよ! | すイエんサー                           | すイエんサー                           | 10:00 |
| 10:05 | 地球ドラマチック                           | 地球ドラマチック                           | ヒミツのちからんど               | ヒミツのちからんど               | すイエんサー                           | すイエんサー                           | 10:05 |
| 10:30 | 地球ドラマチック                           | 地球ドラマチック                           | 科学大好き土よう塾               | 科学大好き土よう塾               | ヒミツのちからんど                     | ヒミツのちからんど                     | 10:30 |
| 10:45 | 中学生日記                                 | 中学生日記                                 | 科学大好き土よう塾               | 科学大好き土よう塾               | ヒミツのちからんど                     | ヒミツのちからんど                     | 10:45 |
| 10:55 | 中学生日記                                 | 中学生日記                                 | 科学大好き土よう塾               | 科学大好き土よう塾               | リトル・チャロ                         | リトル・チャロ                         | 10:55 |
| 11:00 | 中学生日記                                 | 中学生日記                                 | 科学大好き土よう塾               | 科学大好き土よう塾               | モリゾー・キッコロ 森へいこうよ!       | モリゾー・キッコロ 森へいこうよ!       | 11:00 |

## 天災等で中止・中断になった例
2008年6月14日の放送は、おかあさんといっしょ放送中の、8時43分頃に、岩手・宮城内陸地震が発生したことにより、緊急地震速報が出た後すぐに中断され、地震のニュースに切り替わった。なお、おかあさんといっしょは、再放送枠の、夕方17:00からの放送は、普通に放送され、実質的には、この日のおかあさんといっしょは、夕方の放送が、本放送となった。